# Night Reconnaissance
Night Reconnaissance jest singlem duetu The Dresden Dolls. Jest to trzeci utwór z ich płyty noszącej tytuł No, Virginia... Piosenka skupia się na dziewczynie żyjącej w bogatych okolicach przedmieścia, ale jednocześnie będącej ofiarą maltretowania. Piosenka sugeruje, że bohaterka została ambitną pisarką, opierając się na postaciach z jej filmów jako osobach współcześnie żyjących i osądzeniach na podstawie danych wydarzeń przypuszczała, że jej scenarusze zostaną sfilmowane przez Stevena Spielberga. Usiłowała całkowicie odzyskać tych ludzi, którzy zrobili jej krzywdę, przez kradzież krasnoludków ogrodowych oraz innych różnorodnych ozdób trawnikowych z domów w jej starym mieście. Jednak prędko, rozwija się u niej silna emocjolana więź z ukradzionymi ozdobami. Motyw w piosence prezentuje społeczny ostracyzm oraz samotność.

## Teledysk
Teledysk głównie streszcza historię opisaną powyżej. Został wyreżyserowany przez Michael`a Pope`a. Sceny zostały nakręcone w znacznej ilości na trawniku przed domem rodziców Amandy Palmer.

## Wykonawcy
Amanda Palmer - pianino, wokal, autorka tekstów, kompozytorka

Brian Viglione - perkusja, gitara